# Ludwig Huna
Ludwig Huna (* 18. Januar 1872 in Wien, Österreich-Ungarn; †  28. November 1945 in St. Gallen in der Steiermark) war ein österreichischer Romancier und Dramatiker.

## Leben
Huna war der Sohn des k.u.k Oberst-Leutnant Ludwig Huna und der Marie Wawra. Er besuchte die Militär-Unterrealschule in Kaschau, danach die Militär-Oberrealschule in Mährisch Weißkirchen und absolvierte dann die Theresianische Militärakademie in Wiener Neustadt.
1893 wurde er als Leutnant beim k.u.k. Infanterie Regiment Nr. 100 ausgemustert. Von 1896 bis 1902 leistete er Dienst als Ergänzungsbezirksoffizier. 1897 wurde er Oberleutnant. 1904 besuchte er die Korpsoffizier-Schule in Krakau. 1906 trat er aus dem Heer aus. Nach einer Duellverweigerung ging er durch ehrenrätlichen Beschluss seiner Charge verlustig, wurde aber 1918 rehabilitiert.
Huna hatte schon während seiner Militärzeit dramatische Arbeiten zu veröffentlichen begonnen, war aber damit nicht sonderlich erfolgreich.
Erfolg erlangte er als Romancier. Sein erster Roman Offiziere (1911) war noch in dem ihm vertrauten Militärmilieu angesiedelt, sein zweiter Roman Monna Beatrice (1913) gab dann schon im Untertitel Liebesroman aus dem alten Venedig die Richtung seiner späteren Erfolge vor, nämlich als produktiver und viel gelesener Verfasser erotisch aufgeladener historischer Romane – Hermann Schreiber spricht von „historisch verbrämter Voyeursprosa“. Seine Darstellung hemmungsloser Tat- und Sinnenmenschen, gern in der Renaissance angesiedelt, fand vor allem in der Zwischenkriegszeit ein zahlreiches Lesepublikum.
Sein größter Erfolg war die Borgia-Trilogie, in deren drei Romane Die Stiere von Rom, Der Stern des Orsini und Das Mädchen von Nettuno die Schicksale um die notorische Familie des Papstes Alexander VI. Rodrigo Borgia und seiner Kinder Cesare und Lucrezia in der Lesererwartung entsprechender Form dargestellt wurden.
Als Beispiel der Hunaschen Prosa der Anfang des ersten Bandes:

„Trastevere rast in lachendem Taumel dahin. Der Karneval wirbelt in Glutfarben durch die engen Gassen des Tiberviertels. Die Luft ist von Freude, Sinnenlust, Blütenduft und Weinseligkeit geschwängert. Über der Tiberinsel fliegen feurige Garben in den Nachthimmel, der seine Sternenlampions auf dem dunklen Baldachingrund über der unheiligen Stadt Petri leuchten lässt.“

Und nicht nur wildgewordene Metaphern rasen einher:

„Warm weht der Wind durch die Gassen. Er streut den Blütenregen unzähliger Rosen über Mädchen und Frauen, die in verschlungnen Reigen dahinbrausen, als suchten sie, thyrsusschwingende Thyaden, das Tempelfest ihres leuchtenden Gottes mitten im heiligen Rom wieder heimisch zu machen. Arme schlingen sich umeinander, Lippen schwellen sich Küssen entgegen, der Atem dampft von Sinnlichkeit, bunte Steine klirren an dem Halse der braunen Schönen von Trastevere, die ihr alltägliches Elend unter dem Jauchzen der Karnevalsnacht begraben oder es mit dem Flitter flüchtiger Liebe vergolden.“

Diese Meisterschaft schwül-erotischer Sprachverdichtung soll von der katholischen Kirche durch Aufnahme der Borgia-Trilogie in dem Index Librorum Prohibitorum gewürdigt worden sein.
Die Christus-Trilogie, bestehend aus den Romanen Ein Stern geht auf, Das hohe Leuchten und Golgatha, erschien 1938 und 1939. Über diese äußerte Huna:

„Wenn es der Malerei gestattet ist, das Bild Marias als arische Mutter aufzufassen, dann muß es auch dem Dichter freistehen, mit besonderer Berücksichtigung der unsemitischen Geistigkeit der Lehre des Meisters seine Gestalt als absolut arisch zu zeichnen, also von einer arischen Mutter geboren, von göttlichem Geiste beseelt.“

Huna war Mitglied des Rings Nationaler Schriftsteller, eines völkisch-antisemitisch ausgerichteten österreichischen Schriftstellervereins. Er trat zum 5. Juni 1932 der NSDAP bei (Mitgliedsnummer 1.082.752).
Huna starb 1945 mit 73 Jahren im steiermärkischen St. Gallen.
Auch nach dem Zweiten Weltkrieg fanden Neuauflagen seiner Romane unter anderem im Programm von Buchgemeinschaften erneut eine Leserschaft.

## Werke
- Erstarrte Menschen. Ein Schauspiel in 3 Akten. Berlin 1902.
- Carmencita. Ein Künstlerstück. Schauspiel. Berlin 1905.
- Der Herr auf Ronewalde. Tragödie der Dummheit. 1905.
- Tandaradei. Komödie. 1907.
- Der Posten. Dramolett. 1908.
- Lockere Vögel. Vier Schelmenspiele. Einakterzyklus. Berlin 1908.
- Offiziere. Ein Soldatenroman aus jungen Tagen. Berlin 1911.
- Monna Beatrice. Ein Liebesroman aus dem alten Venedig. Leipzig 1913.
- Der Friedensverein. Eine kriegerische Geschichte. Satirischer Roman. Leipzig 1914.
- Die Harmonien im Hause Sylvanus. Leipzig 1915.
- Der Wolf im Purpur. Historischer Roman über den Salzburger Erzbischof Wolf Dietrich von Raitenau. Leipzig 1919, Digitalisat.
- Die Stiere von Rom. Leipzig 1920 (Borgia-Trilogie 1) Digitalisat.
- Der Stern des Orsini. Leipzig 1921 (Borgia-Trilogie 2) Digitalisat.
- Das Mädchen von Nettuno. Leipzig 1922 (Borgia-Trilogie 3) Digitalisat.
- Der Kampf um Gott. Ein Roman aus der Zeit der Wiedertäufer. Leipzig 1923.
- Wieland der Schmied. Ein nordischer Sagenroman. Leipzig 1924.
- Die Verschwörung der Pazzi. Historischer Roman aus der Frührenaissance. Leipzig 1925.
- Herr Walther von der Vogelweide. Leipzig 1926.
- Granada in Flammen. Historischer Roman aus Spanien. Leipzig 1927.
- Hexenfahrt. Historischer Roman aus der Reformationszeit. Leipzig 1928.
- Der Goldschmied von Segovia. Historischer Roman aus der Zeit des Befreiungskampfs der Niederlande. Leipzig 1929.
- Wunder am See. Leipzig 1930.
- Der Mönch von San Marco. Historischer Roman über Savonarola. Leipzig 1931.
- Bartholomäusnacht. Leipzig 1932.
- Die Albigenserin. Leipzig 1933.
- Helgi. Eine nordische Liebesmär. Leipzig 1934.
- Die Hackenberg. Historischer Roman aus der Zeit der Margarete Maultasch. Leipzig 1935 (Berlin ca. 1960 unter dem Titel: Der Kampf mit dem Abt. Das Geschlecht der Hackenberg).
- Der wilde Herzog. Leipzig 1936.
- Borgia-Trilogie. Berlin 1938. Enthält die Romane: Die Stiere von Rom, Der Stern des Orsini und Das Mädchen von Nettuno, Digitalisat.
- Ein Stern geht auf. Leipzig 1938.
- Das hohe Leuchten. Leipzig 1938.
- Golgatha. Leipzig 1939.
- Die Kardinäle. Salzburg 1939.
- Nacht über Florenz. Berlin 1939.
- Der Weltklausner. Ein Buch über Gott und Welt. Graz 1947.
- Linde Schönwaiz. Wien 1954.
- Christus-Trilogie. Wien 1977. Enthält die Romane: Ein Stern geht auf, Das hohe Leuchten und Golgatha.